# Cláudia Liz
Cláudia Liz Cruz (São Luís de Montes Belos, 6 de maio de 1969}} é  ilustradora, atriz e modelo.

## Biografia
Cláudia Liz foi uma modelo muito requisitadas no Brasil no final da década de 1980 e primeira metade da década de 1990. Com 1,80 metro de altura, foi elogiada pela versatilidade e considerada pela imprensa como uma das precursoras da «Era das Top Models» no Brasil.[carece de fontes?]
Como modelo, morou em Paris, Milão, Nova Iorque, Madri e Tóquio, cidades onde desfilou para grifes internacionais, como Chanel, Ferré, Comme des Garcons , Yohji Yamamoto , entre outros.
No meio da década de 1990, no auge da carreira de modelo, conduziu sua carreira para o audiovisual, apresentando um programa sobre moda na MTV Brasil, o MTV a GO GO.
Em 1995, estreou no cinema e recebeu , junto com Adriana Esteves e Drica Moraes,o prêmio de melhor atriz no Festival de Cartagena por As Meninas, de Emiliano Ribeiro, uma adaptação do livro de Lygia Fagundes Telles. Foi então convidada a trabalhar na televisão, onde participou de novelas e minisséries. Em 2005, lançou o livro «O Caminho da Passarela» durante a vigésima São Paulo Fashion Week, voltado para modelos iniciantes e que traz dicas para se obter sucesso como modelo profissional.
ilustrou também: “ Colorindo o mundo fashion “ , “ The Millennial Mind” ,  “ As aventuras de Tinoco “ , entre outros
Em 2021 participou da maior exposição  a céu aberto da América Latina “Feminino Plural” na Avenida Paulista .
É artista visual e ilustra  no  Jornal Folha de S.Paulo , na página 3  "Tendências e Debates"

## Carreira

### Telenovelas
- 2001 — Roda da Vida.... Eloá
- 2000/2001 — Uga Uga.... Patrícia
- 1998/1999 — Pecado Capital.... Gigi
- 1998 — Serras Azuis.... Amélia Paiva
- 1996 — Razão de Viver.... Júnia
- 1995/1996 — Cara e Coroa.... Debbie

### Minisséries
- 1998 — Dona Flor e Seus Dois Maridos.... Noêmia

### Filmes
- 2004 — Procuradas
- 1999 — Hans Staden.... Marabá
- 1995 — As Meninas.... Ana Clara
- 1995 — As Feras[3]

## Prêmios e indicações
| Ano  | Associações                                   | Categoria                                         | Nomeações  | Resultado | Ref.  |
| ---- | --------------------------------------------- | ------------------------------------------------- | ---------- | --------- | ----- |
| 1996 | Prêmio Guarani de Cinema Brasileiro           | Melhor Revelação do Ano                           | As Meninas | Venceu    | [ 4 ] |
| 1996 | Festival Internacional de Cinema de Cartagena | Melhor Atriz (com Adriana Esteves e Drica Moraes) | As Meninas | Venceu    |       |